# Bobsam Elejiko
Bobsam Elejiko (Lagos, 18 agosto 1981 – Anversa, 13 novembre 2011) è stato un calciatore nigeriano, di ruolo difensore.

## Carriera
Ha giocato quattro stagioni nelle Jupiler League con la maglia del Westerlo.

## Morte
Morì per un collasso cardiocircolatorio mentre giocava una partita di calcio contro il Kaart.